# Alhambra (Illinois)
Alhambra és una població dels Estats Units a l'estat d'Illinois. Segons el cens del 2000 tenia 630 habitants.

## Demografia
Segons el cens del 2000, Alhambra tenia 630 habitants, 209 habitatges, i 145 famílies. La densitat de població era de 320,1 habitants/km².
Dels 209 habitatges en un 28,2% hi vivien nens de menys de 18 anys, en un 59,3% hi vivien parelles casades, en un 5,7% dones solteres, i en un 30,6% no eren unitats familiars. En el 27,3% dels habitatges hi vivien persones soles el 15,8% de les quals corresponia a persones de 65 anys o més que vivien soles. El nombre mitjà de persones vivint en cada habitatge era de 2,37 i el nombre mitjà de persones que vivien en cada família era de 2,9.
Per edats la població es repartia de la següent manera: un 17,1% tenia menys de 18 anys, un 6,5% entre 18 i 24, un 22,9% entre 25 i 44, un 19,5% de 45 a 60 i un 34% 65 anys o més.
L'edat mediana era de 48 anys. Per cada 100 dones de 18 o més anys hi havia 70 homes.
La renda mediana per habitatge era de 36.818 $ i la renda mediana per família de 53.214 $. Els homes tenien una renda mediana de 31.484 $ mentre que les dones 22.981 $. La renda per capita de la població era de 16.124 $. Aproximadament el 3,1% de les famílies i el 4,7% de la població estaven per davall del llindar de pobresa.

## Poblacions properes
El següent diagrama mostra les poblacions més properes.